# Newfound Lake
Der Newfound Lake ist ein See in der Lakes Region von New Hampshire, einem der Neuenglandstaaten der USA. Er liegt in Hebron, Bristol und zu einem kleinen Teil in Alexandria. Bridgewater liegt am Ostufer, hat aber keinen Anteil am See selbst, da die Gemeindegrenze der Uferlinie folgt. Er gilt als einer der saubersten Seen in New Hampshire. Historisch hieß der See auch Lake Pasquaney.
Mit einer Größe von 18 km² ist er der drittgrößte ausschließlich in New Hampshire gelegene See, nach dem Lake Winnipesaukee und dem Squam Lake. Der Newfound Lake ist natürlichen Ursprungs, sein Wasserstand wurde durch die Anlage eines Dammes angehoben und wird durch das New Hamsphire Department of Environmental Services reguliert.

## Einzugsgebiet
Das Wassereinzugsgebiet ist 255,5 km² groß. Der See besitzt acht Zuflüsse, die größten davon sind Fowler River und Cockermouth River. Der Newfound River entwässert den See und mündet nach fünf Kilometern in den Pemigewasset River. Neben den Ufergemeinden liegen ein großer Teil von Groton sowie Randbereiche von Orange, Danbury und Plymouth ebenfalls im Einzugsbereich des Newfound Lake. Der See ist abflussreguliert. Am Südufer befindet sich der Newfound Lake Dam und ein 1,4 MW-Wasserkraftwerk.

## Geschichte

### Schifffahrt
Der Newfound Lake ist über mehrere öffentliche Slipanlagen, unter anderem im Wellington State Park, für Boote erreichbar. Kommerzielle Schifffahrt wurde zuerst ab 1865 betrieben, als ein G. W. Dow ein Boot namens Pioneer zu Wasser ließ. Es verbrannte im folgenden Jahr. 1878 folgte ein Dampfboot, das laut einer örtlichen Zeitung das Vorgängerboot ersetzte. Wie dieses diente es dazu, eine Schute auf dem See zu schleppen, der eine Kapazität von 300 Passagieren zugeschrieben wurde. Daneben bot der Eigentümer, ein Edward Drake, Rundfahrten auf dem See an und schleppte Stammholzflöße von der Mündung des Cockermouth River zum Ausfluss des Sees. 1883 wurde ein weiteres Boot auf den See gebracht, das mit dem Zug nach Bristol und von dort mit Pferdegespannen zum See gebracht wurde. Um die gleiche Zeit wurden kleine Motorboote mit ein oder zwei PS starken Motoren beliebt, die von örtlichen Handwerkern am See gebaut und zum Sportfischen mit Schleppangeln benutzt wurden. Ein weiteres Unternehmen begann 1895 und brachte 1898 zwei weitere Motorboote auf den See, und 1900 wurde die Stella-Marion zu Wasser gelassen. Dieses Schiff versah den Versorger- und Postdienst auf dem See, schleppte Holz und machte Ausflugsfahrten, bis es im August 1915 nach einem Brand in der Pasquaney Bay unterging. Der Nachfolgerbau von 1916 war kleiner, mit einer Länge von etwa zwölf Metern, und mit einem Peerless-Motor von etwa 25–35 PS Leistung ausgestattet. Der zunehmende Straßenbau und Autoverkehr machten den Schiffsdienst auf dem See unrentabel, und das Fahrzeug wurde 1921 an den Lake Winnipesaukee verkauft. Eine Schleppbarge, die für Passagiere und als Tanzlokal genutzt wurde, blieb ins 20. Jahrhundert in Fahrt, ehe sie im See versenkt wurde.

#### Holzflößerei
Im Winter in Hebron und Groton geschlagenes Holz wurde nach der Eisschmelze stammweise den Cockermouth River hinab geflösst und an dessen Mündung in den See zu losen Flößen gebündelt. Das größte Floß, von dem es Aufzeichnungen gibt, enthielt 1.100.000 Boardfeet Holz und war vier Acre groß. Die Flöße wurden von einem der auf dem See fahrenden Dampfer nach Bristol am Südende geschleppt, aufgelöst und das Holz mit Pferdegespannen zu den Mühlen am Newfound River transportiert. Eine Fahrt dauerte etwa drei Tage. Kam zu starker Wind aus einer ungünstigen Richtung auf, konnten die Stämme um das Schleppfahrzeug herumtreiben oder dieses vom Kurs abkommen. Ein Teil des Holzes ging an eine Sägemühle unterhalb des Sees, das meiste, Pappeln, Fichten und anderes Holz, an eine Holzstofffabrik in Bristol. Von dort kam das Rohmaterial zurück zu einer Papierfabrik am Newfound River oberhalb der Stadt.

## Fische
Regenbogenforelle, Lachse, Amerikanischer Seesaibling, Quappen, Heringsmaräne, Schwarzbarsch, Steinbarsch. Steinbarsch und Lachs wurden eingeführt. Die Lachspopulation laicht in den größeren Zuflüssen.

## Besonderheiten und Sehenswürdigkeiten
Es gibt zwei Leuchttürme, das Newfound Light House in Bridgewater und das Reed Light House von 1932 am Westufer. Um den See herum liegen verschiedene Schutzgebiete und Parks, so die Paradise Point Natural Area und das Charles L. Bean Sanctuary in Hebron sowie der Wellington State Park in Bristol.